# Szirti csuszka

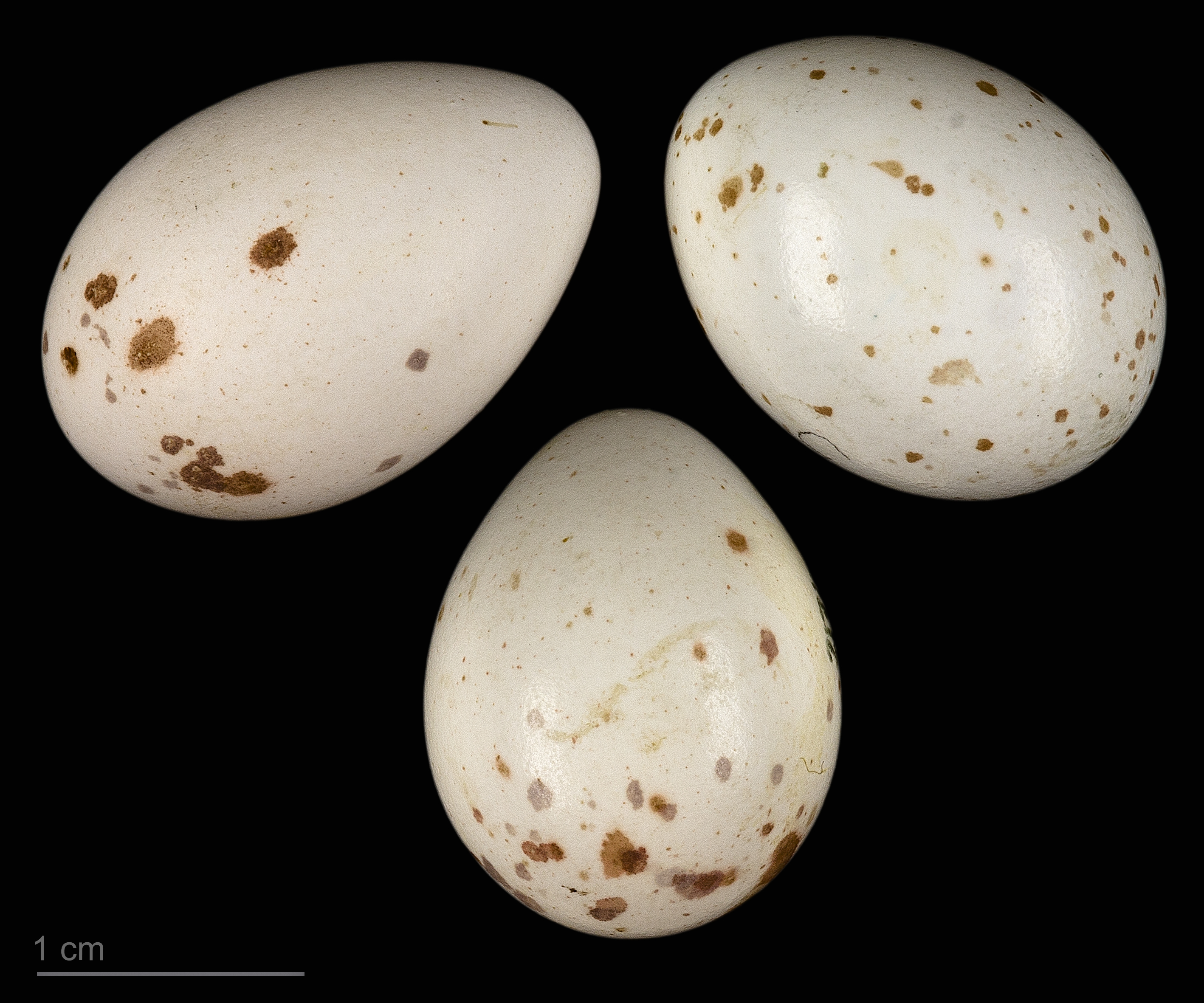
Sitta neumayer syriaca

A szirti csuszka (Sitta neumayer) a verébalakúak (Passeriformes) rendjébe, ezen belül a csuszkafélék (Sittidae) családjába tartozó faj.

## Előfordulása
Albánia, Bulgária, Horvátország, Bosznia-Hercegovina, Szerbia, Montenegró, Macedónia, Görögország, Spanyolország, Azerbajdzsán, Grúzia, Örményország, Irán, Irak, Izrael, Szíria, Libanon és Törökország területén honos. Kóborlóként feltűnik Szlovéniában is. A természetes élőhelye mediterrán típusú bokrosok, köves környezet.

## Alfajai
- Sitta neumayer neumayer Michahelles, 1830
- Sitta neumayer plumbea
- Sitta neumayer rupicola
- Sitta neumayer syriaca Temminck, 1835
- Sitta neumayer tschitscherini
- Sitta neumayer zarudnyi Buturlin, 1907

## Megjelenése
Fekete szemsávja egészen a dolmányig terjed. Háti oldala barnán futtatott hamuszürke. Az alsó teste piszkosfehér, hasi tollai és az alsó farkfedők rozsdavörösek.

## Életmódja
Általában a sziklákon tanyázik. Szokatlanul gyorsan mozog, a vízszintes sziklapárkányokon éppen olyan biztonsággal kúszik, mint a függőleges falakon, fejét fel- avagy lefelé irányítva, mintha mágnes tartaná. Hasonlít a csuszkához, éppen olyan élénk és nyugtalan.